# Ceratina metaria
Ceratina metaria är en biart som beskrevs av Cockerell 1920. Ceratina metaria ingår i släktet märgbin, och familjen långtungebin. Inga underarter finns listade i Catalogue of Life.